# Gran Premio del Bahrein 2004
Il Gran Premio del Bahrein 2004 è stato un Gran Premio di Formula 1 disputato il 4 aprile 2004 al nuovo circuito di Manama. Terza prova della stagione 2004 e prima edizione del Gran Premio del Bahrein, la gara fu vinta da Michael Schumacher su Ferrari, davanti al compagno di squadra Rubens Barrichello e a Jenson Button su BAR - Honda.

## Vigilia

### Aspetti sportivi
I preparativi per il Gran Premio, il primo disputato nel Medio Oriente, furono particolarmente meticolosi. Il circuito, progettato dall'architetto Hermann Tilke, fu completato due settimane prima della gara e furono pianificate delle rigide norme di sicurezza per evitare qualsiasi incidente durante lo svolgimento della manifestazione. Tra queste, fu richiesto ai piloti di comunicare in anticipo il tragitto che intendevano seguire per raggiungere il circuito dagli hotel nei quali alloggiavano, variandolo di giorno in giorno. Tuttavia, le precauzioni si rivelarono superflue e l'evento si svolse senza nessun problema.
Una particolarità del Gran Premio fu anche la bevanda utilizzata sul podio per i festeggiamenti: in ossequio ai costumi locali, il tradizionale champagne fu sostituito da una bevanda a base di acqua di rose e frutta.

### Aspetti tecnici
Come nel precedente Gran Premio della Malesia, l'attenzione delle scuderie fu concentrata sul problema dello smaltimento del calore, reso difficile, oltre che dalle alte temperature, dalla sabbia portata dal vento sul circuito. La presenza della sabbia introduceva anche delle incognite sul comportamento degli pneumatici e dei freni, alla scelta dei quali fu dedicata ancora più attenzione del consueto.
Rispetto alla trasferta malese furono di più le squadre che presentarono delle novità aerodinamiche sulle monoposto. Tra queste fu particolarmente attiva la Williams, che introdusse delle modifiche agli alettoni anteriore e posteriore e ai deviatori di flusso posti dietro all'alettone anteriore. La BAR dovette rinunciare all'alettone posteriore introdotto in Malesia, che aggirava la nuova regola che imponeva la presenza di due soli profili in luogo dei tre consentiti fino alla stagione precedente. Anche la Sauber portò in pista un nuovo alettone posteriore, primo elemento aerodinamico sviluppato con l'ausilio della nuova galleria del vento costruita dal team elvetico.

## Prove libere

### Resoconto
Nella seconda sessione di prove di venerdì ben tre piloti (il collaudatore della BAR Davidson, Coulthard e Alonso) alla guida di monoposto dotate di pneumatici Michelin subirono forature in punti ad alta velocità di percorrenza del circuito. Gli incidenti non ebbero conseguenze di rilievo per nessuno dei tre e Pierre Dupasquier, responsabile della casa francese, non espresse preoccupazione per la situazione, attribuendo i problemi ad una grata rimasta accidentalmente aperta. Nel resto del week-end il solo Coulthard ebbe altri problemi, riportando un'altra foratura nella prima sessione di sabato: in questa occasione, però, il cedimento dello pneumatico fu causato dai frammenti persi dal disco freno anteriore destro, che aveva ceduto a sua volta. Anche il suo compagno di squadra Räikkönen ebbe dei problemi, completando appena un giro nella seconda sessione di venerdì per il cedimento del propulsore.

### Risultati
I tempi migliori nella prima sessione di prove libere di venerdì furono i seguenti:
| Pos | Nº | Pilota             | Costruttore | Tempo    |
| --- | -- | ------------------ | ----------- | -------- |
| 1   | 1  | Michael Schumacher | Ferrari     | 1'32"158 |
| 2   | 2  | Rubens Barrichello | Ferrari     | 1'32"651 |
| 3   | 35 | Anthony Davidson   | BAR - Honda | 1'32"958 |

I tempi migliori nella seconda sessione di prove libere di venerdì furono i seguenti:
| Pos | Nº | Pilota             | Costruttore    | Tempo    |
| --- | -- | ------------------ | -------------- | -------- |
| 1   | 2  | Rubens Barrichello | Ferrari        | 1'31"450 |
| 2   | 3  | Juan Pablo Montoya | Williams - BMW | 1'31"451 |
| 3   | 35 | Anthony Davidson   | BAR - Honda    | 1'31"488 |

I tempi migliori nella prima sessione di prove libere di sabato furono i seguenti:
| Pos | Nº | Pilota             | Costruttore    | Tempo    |
| --- | -- | ------------------ | -------------- | -------- |
| 1   | 9  | Jenson Button      | BAR - Honda    | 1'30"062 |
| 2   | 3  | Juan Pablo Montoya | Williams - BMW | 1'30"121 |
| 3   | 1  | Michael Schumacher | Ferrari        | 1'30"545 |

I tempi migliori nella seconda sessione di prove libere di sabato furono i seguenti:
| Pos | Nº | Pilota             | Costruttore    | Tempo    |
| --- | -- | ------------------ | -------------- | -------- |
| 1   | 9  | Jenson Button      | BAR - Honda    | 1'29"552 |
| 2   | 4  | Ralf Schumacher    | Williams - BMW | 1'29"690 |
| 3   | 3  | Juan Pablo Montoya | Williams - BMW | 1'29"696 |

## Qualifiche

### Resoconto
Come nel Gran Premio d'apertura in Australia la Ferrari piazzò i propri piloti in prima fila, con Michael Schumacher in pole position davanti a Barrichello. I più vicini alle prestazioni delle monoposto italiane furono i piloti della Williams, ma sia Montoya che Ralf Schumacher commisero degli errori nel loro giro cronometrato, perdendo diversi decimi rispettivamente nel terzo e nel secondo settore del tracciato. I due riuscirono comunque a piazzarsi in terza e quarta posizione, davanti alle due BAR - Honda di Sato e Button.
Il gruppo dei primi dieci fu completato da Trulli, Panis, Da Matta e Coulthard. Alonso commise degli errori alla prima e all'ultima curva, facendo segnare appena il diciassettesimo tempo: il pilota spagnolo motivò la cattiva prestazione con dei problemi ai freni. Räikkönen, che aveva già dovuto sostituire il motore a seguito di un guasto il venerdì pomeriggio, non fece segnare nessun tempo cronometrato, piazzandosi quindi in fondo al gruppo.

### Risultati
| Pos | No | Pilota               | Costruttore        | Pneumatici | Sessione 1 | Sessione 2  | Distacco |
| --- | -- | -------------------- | ------------------ | ---------- | ---------- | ----------- | -------- |
| 1   | 1  | Michael Schumacher   | Ferrari            | B          | 1'30"751   | 1'30"139    |          |
| 2   | 2  | Rubens Barrichello   | Ferrari            | B          | 1'31"283   | 1'30"530    | +0"391   |
| 3   | 3  | Juan Pablo Montoya   | Williams - BMW     | M          | 1'30"247   | 1'30"581    | +0"442   |
| 4   | 4  | Ralf Schumacher      | Williams - BMW     | M          | 1'29"968   | 1'30"633    | +0"494   |
| 5   | 10 | Takuma Satō          | BAR - Honda        | M          | 1'31"135   | 1'30"827    | +0"688   |
| 6   | 9  | Jenson Button        | BAR - Honda        | M          | 1'31"131   | 1'30"856    | +0"717   |
| 7   | 7  | Jarno Trulli         | Renault            | M          | 1'31"103   | 1'30"971    | +0"832   |
| 8   | 17 | Olivier Panis        | Toyota             | M          | 1'31"001   | 1'31"686    | +1"547   |
| 9   | 16 | Cristiano da Matta   | Toyota             | M          | 1'31"329   | 1'31"717    | +1"578   |
| 10  | 5  | David Coulthard      | McLaren - Mercedes | M          | 1'31"364   | 1'31"719    | +1"580   |
| 11  | 11 | Giancarlo Fisichella | Sauber - Petronas  | B          | 1'31"203   | 1'31"731    | +1"592   |
| 12  | 15 | Christian Klien      | Jaguar - Cosworth  | M          | 1'31"868   | 1'32"332    | +2"193   |
| 13  | 12 | Felipe Massa         | Sauber - Petronas  | B          | 1'32"152   | 1'32"536    | +2"397   |
| 14  | 14 | Mark Webber          | Jaguar - Cosworth  | M          | 1'31"945   | 1'32"625    | +2"486   |
| 15  | 19 | Giorgio Pantano      | Jordan - Cosworth  | B          | 1'33"598   | 1'34"105    | +3"966   |
| 16  | 8  | Fernando Alonso      | Renault            | M          | 1'31"040   | 1'34"130    | +3"991   |
| 17  | 20 | Gianmaria Bruni      | Minardi - Cosworth | B          | 1'34"879   | 1'34"584    | +4"445   |
| 18  | 18 | Nick Heidfeld        | Jordan - Cosworth  | B          | 1'32"640   | 1'33"506    | +3"367   |
| 19  | 6  | Kimi Räikkönen       | McLaren - Mercedes | M          | 1'30"353   | Senza tempo | /        |
| 20  | 21 | Zsolt Baumgartner    | Minardi - Cosworth | B          | 1'35"632   | 1'35"787    | +5"648   |

## Gara

### Resoconto
Nella mattina di domenica il circuito fu bagnato da una leggera pioggia, evento estremamente raro in Bahrein; l'abbassamento delle temperature favorì le scuderie dotate di pneumatici Bridgestone, meno efficaci dei rivali Michelin con temperature elevate. Nel pomeriggio il tempo migliorò e la gara si svolse con il tracciato completamente asciutto.
Al via Michael Schumacher scattò bene dalla pole position, mantenendo la testa del gruppo davanti a Barrichello e Montoya. In quarta posizione si inserì Sato, seguito da Ralf Schumacher, Trulli e Button. Alonso fu costretto ai box dopo aver danneggiato il musetto in un contatto con Klien, mentre Räikkönen tentò di rimontare dal fondo del gruppo, bloccandosi però dietro a Massa. La due Ferrari conquistarono rapidamente un buon margine sui rivali, mentre Ralf Schumacher contendeva a Sato il quarto posto. Il pilota tedesco provò un attacco all'esterno al sesto giro, ma Sato resistette sulla traiettoria interna. Ralf Schumacher chiuse eccessivamente la traiettoria e i due vennero a contatto, con il pilota della Williams costretto ai box per riparare la propria vettura. Un passaggio più tardi sulla vettura di Räikkönen cedette il motore, costringendo il finlandese al terzo ritiro in tre gare.
Al termine della prima serie di rifornimenti, aperta da Michael Schumacher al nono giro, il pilota tedesco continuò a condurre davanti a Barrichello, Montoya, Trulli, Sato, Button e Coulthard. Al 17º giro il pilota giapponese della BAR arrivò lungo ad una frenata, rovinando l'alettone anteriore, e dovette tornare ai box per sostituire il musetto, perdendo diverse posizioni. In testa alla corsa le due Ferrari tennero un ritmo insostenibile per gli inseguitori, che vennero sempre più distanziati; la seconda serie di pit stop, iniziata al 23º passaggio da Coulthard, non portò cambiamenti nelle prime posizioni, con l'eccezione di Sato, che risalì fino al settimo posto alle spalle di Coulthard.
Dopo un inizio di gara in salita Alonso entrò in zona punti al 30º giro, quando superò Webber, fino a quel momento ottavo. Due giri più tardi Sato compì un bel sorpasso su Coulthard, conquistando la sesta posizione. Non ci furono altri cambiamenti degni di nota fino alla terza serie di soste, durante la quale Button sopravanzò Trulli, portandosi al quarto posto, mentre Alonso guadagnò la settima posizione ai danni di Coulthard. A circa dieci giri dalla fine, mentre i due ferraristi amministravano senza problemi il vantaggio sui rivali, Montoya cominciò a rallentare per problemi al cambio. Il pilota colombiano fu sopravanzato da Button al 49º giro, perdendo poi sempre più terreno. Al 50º passaggio Coulthard si ritirò per problemi al motore. Grazie al ritiro dello scozzese ed al rallentamento di Montoya Sato si portò al quinto posto, incalzato da Alonso, mentre Ralf Schumacher e Webber entrarono in zona punti .
Non ci furono ulteriori avvenimenti e Michael Schumacher tagliò il traguardo davanti a Barrichello, Button, Trulli, Sato, Alonso, Ralf Schumacher e Webber, ottenendo così la terza vittoria su tre gare stagionali.

### Risultati
| Pos | N  | Pilota               | Costruttore/Motore | Pneumatici | Giri | Tempo/Ritiro/Media         | Griglia | Punti |
| --- | -- | -------------------- | ------------------ | ---------- | ---- | -------------------------- | ------- | ----- |
| 1   | 1  | Michael Schumacher   | Ferrari            | B          | 57   | 1h28'34"875 - 208.976 km/h | 1       | 10    |
| 2   | 2  | Rubens Barrichello   | Ferrari            | B          | 57   | +1"367                     | 2       | 8     |
| 3   | 9  | Jenson Button        | BAR - Honda        | M          | 57   | +26"687                    | 6       | 6     |
| 4   | 7  | Jarno Trulli         | Renault            | M          | 57   | +32"214                    | 7       | 5     |
| 5   | 10 | Takuma Satō          | BAR - Honda        | M          | 57   | +52"460                    | 5       | 4     |
| 6   | 8  | Fernando Alonso      | Renault            | M          | 57   | +53"156                    | 16      | 3     |
| 7   | 4  | Ralf Schumacher      | Williams - BMW     | M          | 57   | +58"155                    | 4       | 2     |
| 8   | 14 | Mark Webber          | Jaguar - Cosworth  | M          | 56   | +1 giro                    | 14      | 1     |
| 9   | 17 | Olivier Panis        | Toyota             | M          | 56   | +1 giro                    | 8       |       |
| 10  | 16 | Cristiano da Matta   | Toyota             | M          | 56   | +1 giro                    | 9       |       |
| 11  | 11 | Giancarlo Fisichella | Sauber - Petronas  | B          | 56   | +1 giro                    | 11      |       |
| 12  | 12 | Felipe Massa         | Sauber - Petronas  | B          | 56   | +1 giro                    | 13      |       |
| 13  | 3  | Juan Pablo Montoya   | Williams - BMW     | M          | 56   | +1 giro                    | 3       |       |
| 14  | 15 | Christian Klien      | Jaguar - Cosworth  | M          | 56   | +1 giro                    | 12      |       |
| 15  | 18 | Nick Heidfeld        | Jordan - Cosworth  | B          | 56   | +1 giro                    | 18      |       |
| 16  | 19 | Giorgio Pantano      | Jordan - Cosworth  | B          | 55   | +2 giri                    | 15      |       |
| 17  | 20 | Gianmaria Bruni      | Minardi - Cosworth | B          | 52   | +5 giri                    | 17      |       |
| Rit | 5  | David Coulthard      | McLaren - Mercedes | M          | 50   | Motore                     | 10      |       |
| Rit | 21 | Zsolt Baumgartner    | Minardi - Cosworth | B          | 44   | Motore                     | 20      |       |
| Rit | 6  | Kimi Räikkönen       | McLaren - Mercedes | M          | 7    | Motore                     | 19      |       |

## Classifiche

### Piloti
| Pos. | Pilota             | Punti |
| ---- | ------------------ | ----- |
| 1    | Michael Schumacher | 30    |
| 2    | Rubens Barrichello | 21    |
| 3    | Jenson Button      | 15    |
| 4    | Juan Pablo Montoya | 12    |
| 5    | Fernando Alonso    | 11    |
| 5    | Jarno Trulli       | 11    |
| 7    | Ralf Schumacher    | 7     |
| 8    | Takuma Satō        | 4     |
| 8    | David Coulthard    | 4     |
| 10   | Felipe Massa       | 1     |
| 10   | Mark Webber        | 1     |

### Costruttori
| Pos. | Team             | Punti |
| ---- | ---------------- | ----- |
| 1    | Scuderia Ferrari | 51    |
| 2    | Renault F1       | 22    |
| 3    | Williams F1-BMW  | 19    |
| 3    | BAR-Honda        | 19    |
| 5    | McLaren-Mercedes | 4     |
| 6    | Sauber-Petronas  | 1     |
| 6    | Jaguar-Cosworth  | 1     |